# Vorselaar
Vorselaar là một đô thị ở tỉnh Antwerp. Đô thị này chỉ gồm thị trấn Vorselaar proper. Tại thời điểm ngày 1 tháng 1 năm 2006, Vorselaar có dân số 7.359 người. Tổng diện tích là 27,62 km² với mật độ dân số là 266 người trên mỗi km².

## Cư dân nổi tiếng
- Hồng y Jozef-Ernest van Roey (1874-Mechelen, 6/8/1961)
- Bart Wellens